# Chuj
Chuj (IPA: [ʧuːx]) je jazyk mayské jazykové skupiny, kterým mluví asi 40 000 lidí v Guatemale a 3000 v Mexiku. Chuj vznikl někdy v 1. století před naším letopočtem. Spolu s jazyky Tojolab'al ', Akateko, Q'anjob'al a Mocha tvoří západní větev rodiny mayských jazyků.
V Guatemale jsou místní rozhlasy hlásící v chuji umístěné v třech obcích v části Huehuetenango. V těchto oblastech je vysoká úroveň ochrany jazyka. Některé komunity jako Barillas a Ixcán v Guatemale také používají chuj. 

## Nářečí
Blíže lze rozlišit dva indiánské jazyky:
- San Sebastián Coatán Chuj, ISO 639-3 kód cac
- San Mateo Ixtatán Chuj, ISO 639-3 kód cnm